# Cimetière de Pervyse
Le cimetière de Pervyse est un cimetière communal du village belge de Pervyse, une section de la commune de Dixmude. Le cimetière est situé au centre du village autour de l'église Saint-Nicolas et Sainte-Catherine. Dans le cimetière se trouve un mémorial aux victimes militaires et civiles des deux guerres mondiales.

## Tombe de guerre britannique

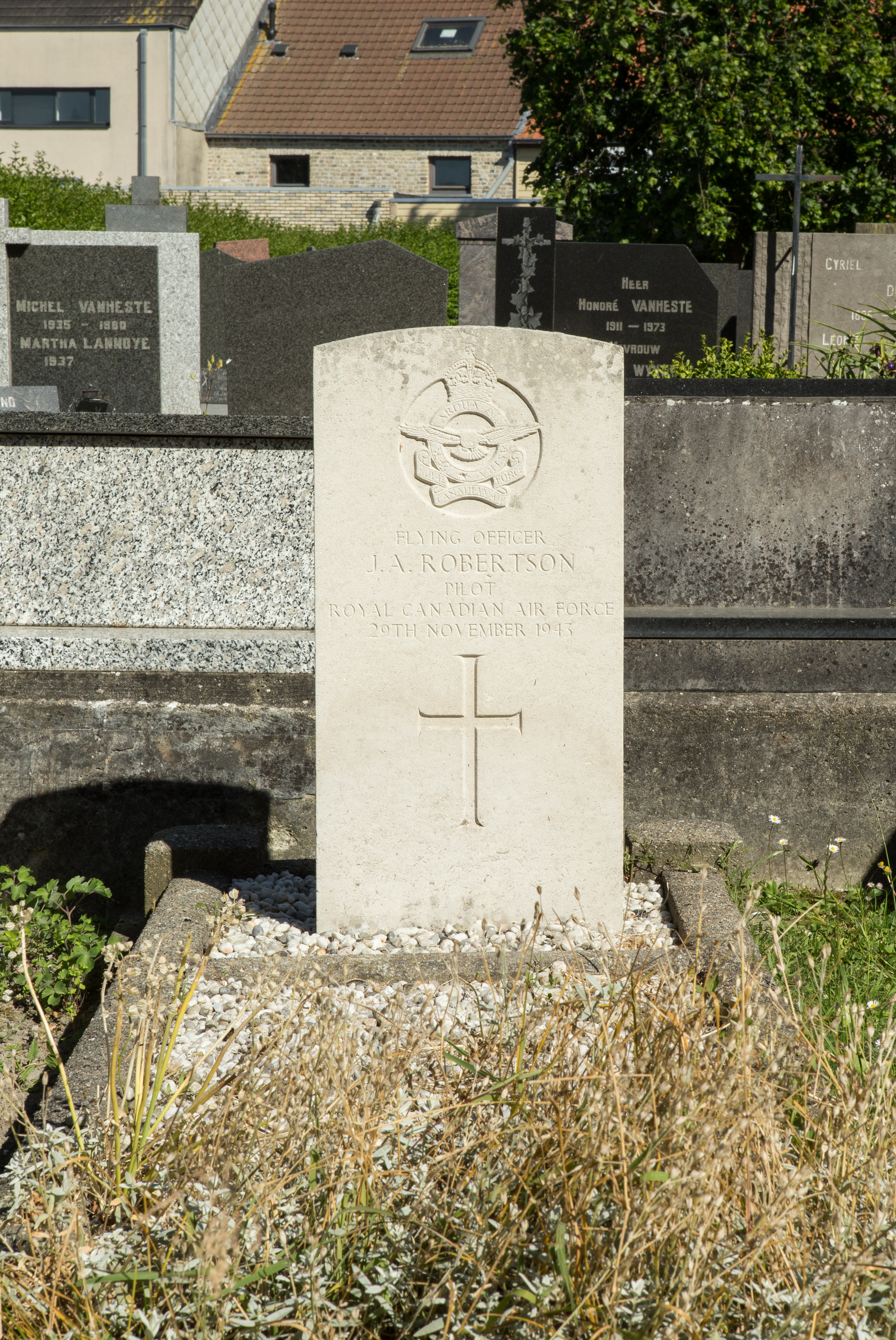
Tombe de James Albert Robertson

Le cimetière contient la tombe de James Albert Robertson, un officier de l' Aviation royale du Canada. Il est tué au combat le 29 novembre 1943. Sa tombe est entretenue par la Commonwealth War Graves Commission et y est enregistrée sous le nom de Pervijze Churchyard.

## Tombe de guerre belge
On y trouve la tombe de Joseph Sohier, sergent au 12ème régiment de Ligne, mort pour la Belgique.